# Ludovic Pollet
Ludovic Pollet (Vieux-Condé, 18 giugno 1970) è un allenatore di calcio ed ex calciatore francese, di ruolo difensore, tecnico dell'SPS Football.

## Carriera

### Club
Nel gennaio del 2000 i Wolves lo pagano 450.000 euro, prelevandolo dal Lens.
Vanta 102 presenze in Ligue 1 e 3 in Coppa UEFA.